# イリーナ (映画)
『イリーナ』（ブルガリア語: Ирина；英語：Irina）は、2018年に公開されたブルガリア映画。監督はナデジダ・コセバ、主演はマルティナ・アポストロバ。
代理母出産を経験した女性の姿を描く。16の映画祭に出品され、SKIPシティ国際Dシネマ映画祭2019など11の映画祭で受賞を果たした。

## プロット
ブルガリアの小さな町。夫、幼い息子と暮らすイリーナ。レストランで働いていたが、料理やビールをこっそり家に持ち帰っていたのがばれてクビになる。同じ日、夫のサショが庭の地下に石炭をとりにいくと天井が突然崩れ、生き埋めになる。一命はとりとめたが、サショは両脚の膝から下を失った。
イリーナひとりで一家を支えなければならない。レストランの店主に事情を話したが、雇ってくれない。ネットで仕事をさがすうち、「代理母」で大金が手に入ることを知る。ソフィアに住む裕福な夫婦に連絡をとり、契約をかわす。子を産んだら、3日以内に渡す約束である。
裕福な夫婦の受精卵をイリーナの子宮に入れると、妊娠に成功した。夫婦は肉体労働をするな、肉を食べるな、酒を飲むな、と干渉してくる。胎児が男であることがわかると、服や靴の色、部屋や家具の色を青にしようと盛り上がる。イリーナは商品として扱われることに腹を立て、中絶する！とキレる。夫婦はソフィアの高級アパートを提供して機嫌を取ろうとする。いっぽう夫のサショは、イリーナがしょっちゅう家を空けるので不満がつのり、ソフィアに行くならもう帰ってくるなと責める。
分娩予定日が近づいた。胎児は元気に子宮を蹴る。3D超音波の胎児の顔が自分に似ていると裕福な妻は喜ぶ。しかしイリーナは子どもを手放したくないという気持ちにかわっていた。それを知った裕福な妻は逆上するが、その時破水がおこり、お産にのぞむイリーナを不安げに見守る。結局元気に生まれた赤ちゃんを夫婦に渡し、イリーナは家路につく。眼からはとめどなく涙が流れる。夫と我が子が待つ家に帰り着くと、涙は乾いていた。

## キャスト
- マルティナ・アポストロバ - イリーナ
- フリスト・ウシェフ - サショ（イリーナの夫）
- クラシミル・ドコフ - ヴァリアーム（養蜂家）
- ニコライ・トドロフ - レストランのオーナー
- カシエル・ノア・アッシャー - ルードミラ（イリーナの姉）
- アレクサンダー・コセフ - ボチダー（裕福な夫）
- イリニ・ザンボナス - エヴァ（裕福な妻）
- イヴァン・サヴォフ - 医師

## クルー
- 監督 - ナデジダ・コセバ
- プロデューサー - ステファン・キタノフ
- 脚本 - スベトスラブ・オブチャロフ、ボヤン・ブレティック、ナデジダ・コセバ
- 撮影 - キリル・プロダノフ
- 編集 - ニーナ・アルタパーマコワ
- 美術 - イベリバ・ミネバ
- 衣装 - ビクトール・アンデエフ
- メイク - ペティヤ・シメオノワ
- 録音 - モムチル・ボジュコフ
- 音楽 - ペータル・ドゥンダコフ

## 評価

### 受賞した映画祭
- Golden Rose Bulgarian Feature Film Festival - Varna (2018)
- Warsaw International Film Festival - Poland (2018)
- Cottbus International Film Festival - Germany (2018)
- Tirana International Film Festival - Albania (2018)
- Tbilisi International Film Festival - Georgia (2018)
- Hong Kong Film Festival (2019)
- Fajr International Film Festival - Iran (2019)
- Crossing Europe International Film Festival - Linz, Austria (2019)
- BIFest Bari International Film Festival - Italy (2019)
- SEEfest South East European Film Festival Los Angeles - USA (2019)
- SKIP CITY INTERNATIONAL D-Cinema FESTIVAL - Japan (2019)